# Edelburg

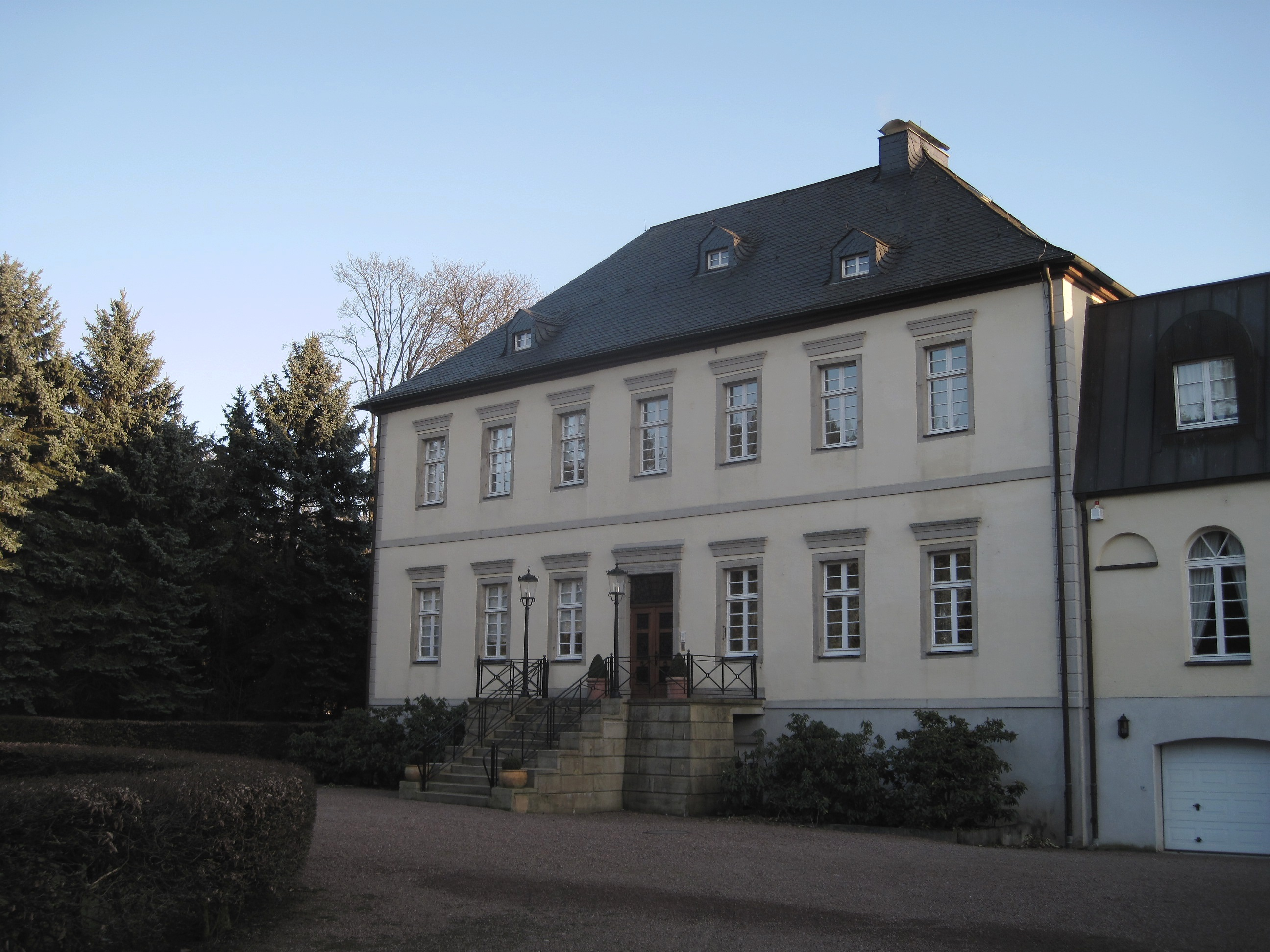
Edelburg (Portal Herrenhaus)

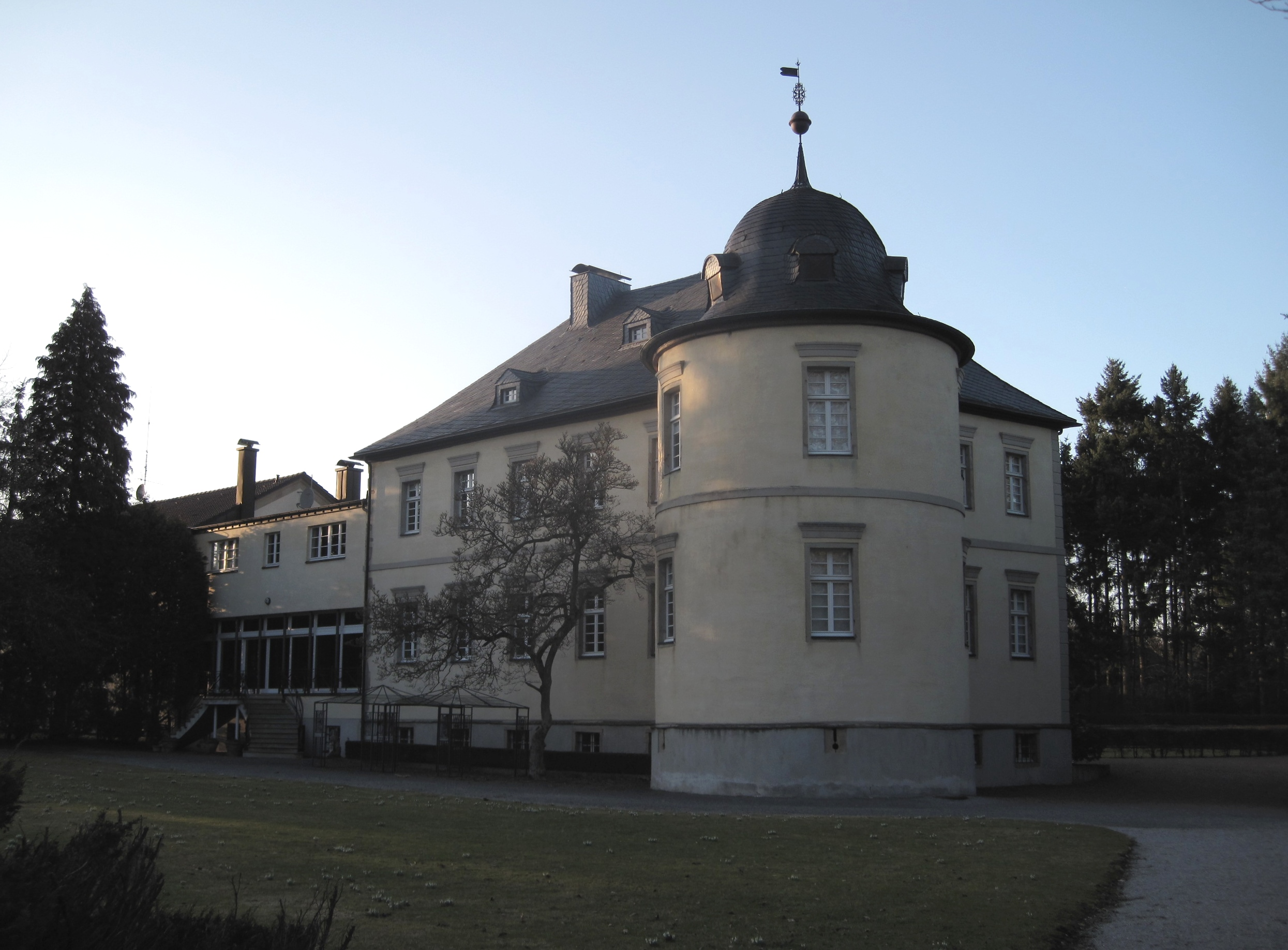
Edelburg (Rückansicht Herrenhaus)

Die Edelburg ist eine Hofanlage im Norden Hemers, die gemeinsam mit dem benachbarten Gebäudekomplex einen Ortsteil der Stadt bildet. Die Anlage liegt an der Oese nahe der Stadtgrenze zu Menden auf einer Höhe von 167 Metern.
Die erste Erwähnung der Edelburg (Erleborgh) geht auf das Jahr 1375 zurück. Vermutlich handelte es sich dabei um einen Gräftenhof mit einem Schutzwall auf dem heutigen Gelände des Herrenhauses. Ab dem 16. Jahrhundert übernahmen die Besitzer des Geländes auch die Burg Brelen in einem Waldgebiet östlich der Edelburg. Brelen war 1072 bereits eines von drei Gütern in Hemer, das dem Kloster Grafschaft angehörte. Um das Jahr 1600 wurde Material der Burg Brelen abgetragen, um damit das heutige Hauptgebäude des Hauses Edelburg zu errichten. In dieser Zeit wurde das Gut zu einer Wasserburg erweitert, die es bis ins 19. Jahrhundert hinein blieb.
Im 18. Jahrhundert gehörte das Gut zeitweise zum Besitz der Familie Brabeck. 1902 erwarb der Baron de Becker-Remy das Gut. Seine Nachfahren besitzen die Anlage bis heute. 1957 wurde ein Großteil der Gebäude unter Denkmalschutz gestellt.
1986 wurde der Reiterverein Edelburg gegründet, der alljährlich im Sommer ein Reitfest veranstaltet. Die Reitanlage liegt dabei in direkter Nachbarschaft zum Gutshof.
Westlich der B 7 liegt seit 1982 das Gewerbegebiet Edelburg, in dem über 25 Jahre lang der Firmensitz des Armaturen-Herstellers Grohe lag. Noch immer befindet sich dort das Hauptwerk des Konzerns mit über 1000 Arbeitsplätzen.